# Schlitzbau

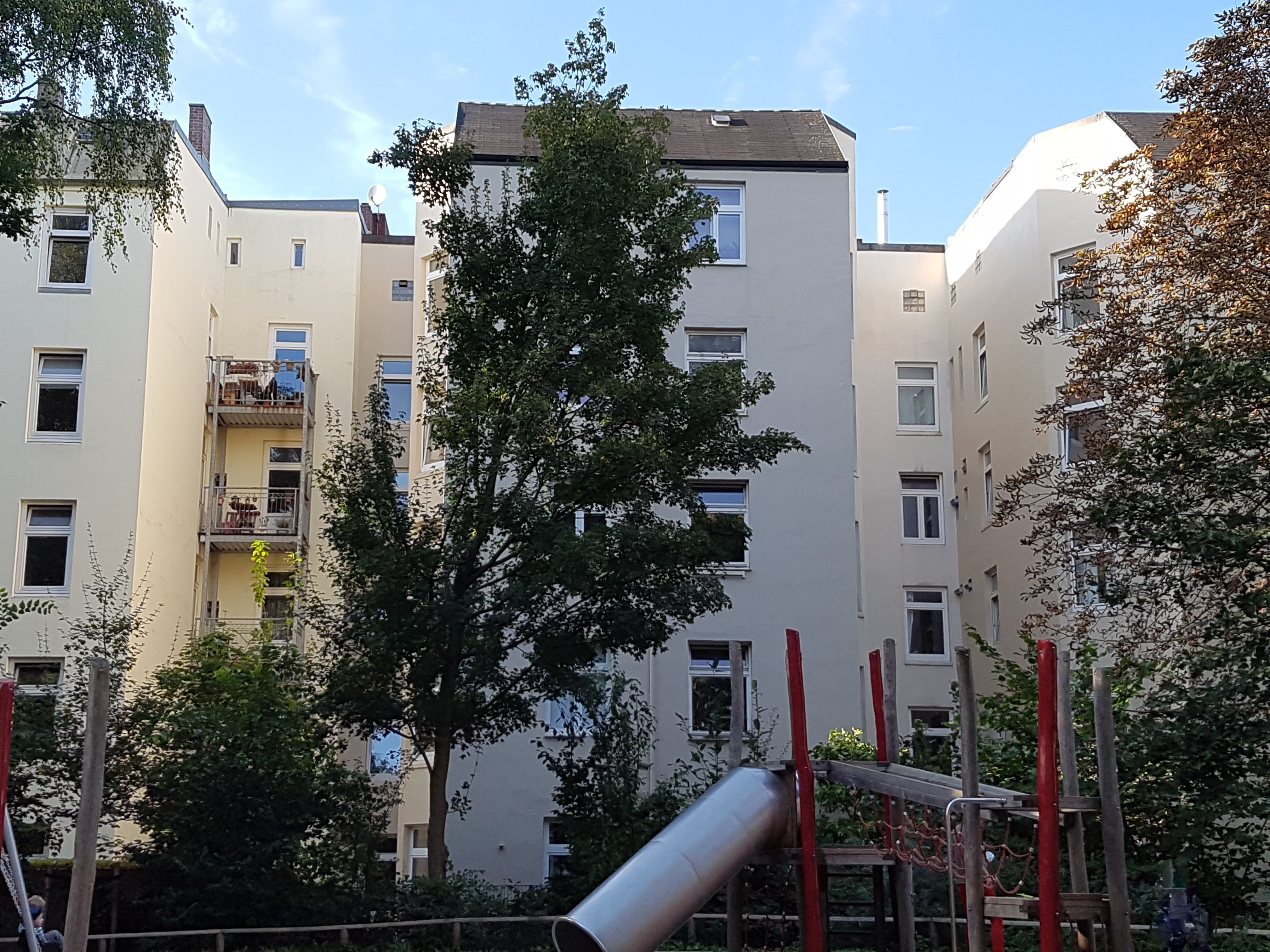
Typische Schlitzbauten, Hofansicht

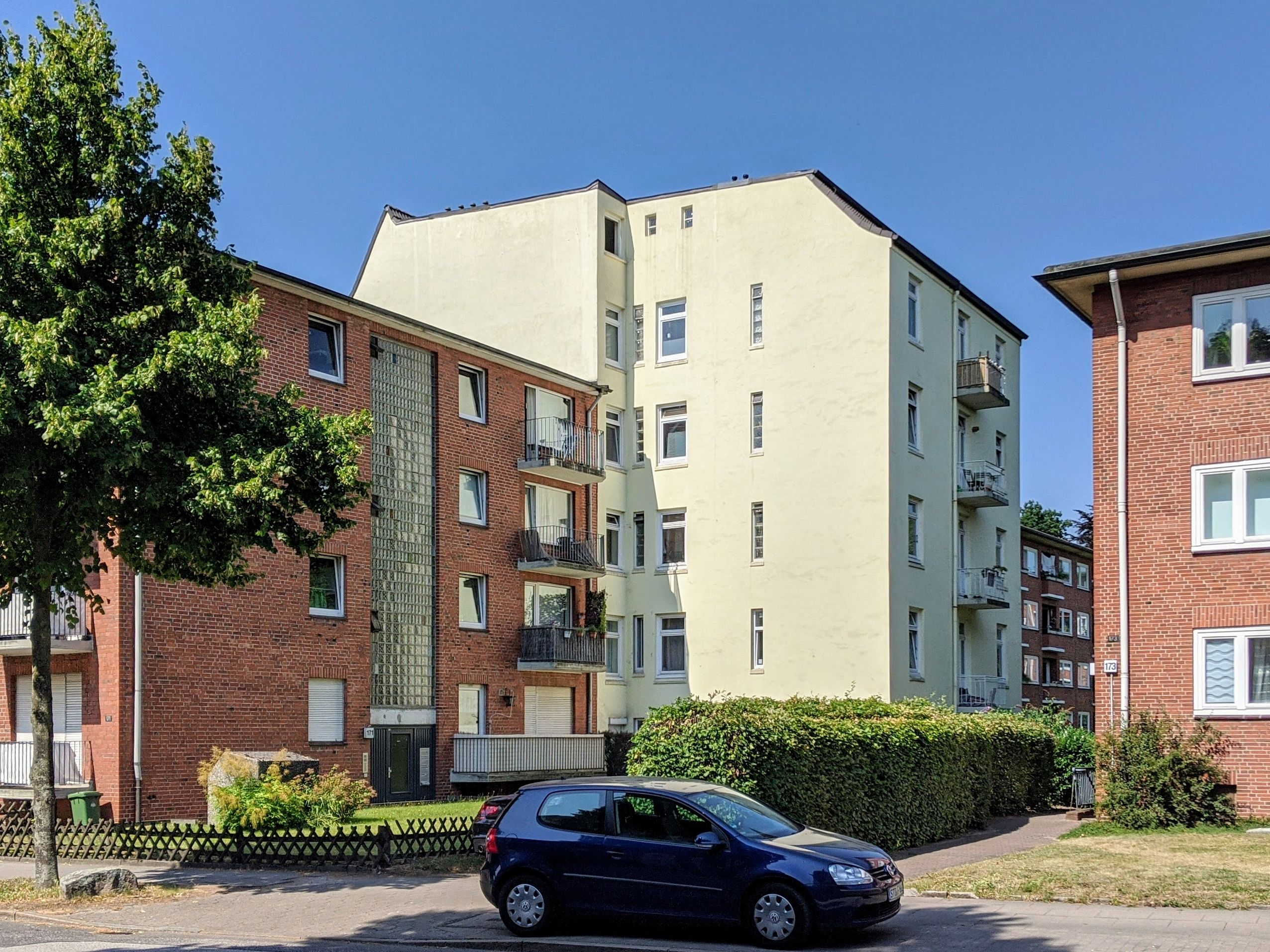
Einzeln erhaltener Schlitzbau im Hamburger Stadtteil Eilbek: auffällig ist die enorme Gebäudehöhe und -tiefe im Vergleich zu den benachbarten Nachkriegshäusern.

Als Schlitzbauten werden vornehmlich in Hamburg in der Zeit zwischen 1893 und 1914 entstandene mehrgeschossige Wohngebäude bezeichnet, die mit ihrem T-förmigen Grundriss in der städtebaulichen Aneinanderreihung eine zur Hofseite mit schmalen Lichtschlitzen versehene Gebäudekette ergeben. Im Grundriss zeigen die Wohnungen eine Form, die an einen Knochen erinnert, weshalb sie im Volksmund Hamburger Knochen genannt wurden und werden.
Grundlage für diese Form waren Bauvorschriften, die nach der Choleraepidemie von 1892 zur Verbesserung von Belichtungs- und Belüftungsmöglichkeiten der Wohnungen erlassen worden waren. Prägend wurden diese städtebaulichen Strukturen für die im ausgehenden 19. Jahrhundert flächig bebauten Stadtteile wie Eimsbüttel, Eppendorf, Winterhude, Barmbek-Süd und Hamm.
Nach den Zerstörungen im Zweiten Weltkrieg und den Abrissen in der Nachkriegszeit wurden die betroffenen Gebiete ausgedünnt, niedriger und häufig in Zeilenbauweise wiederaufgebaut.	